# 第1回天皇杯全日本サッカー選手権大会
この項目ではア式蹴球全國優勝競技會（あしきしゅうきゅうぜんこくゆうしょうきょうぎかい）として1921年（大正10年）11月26日と27日に日比谷公園グラウンドで開催された大会 について記載する。なお、本大会は天皇杯 JFA 全日本サッカー選手権大会の第1回大会に当たる。

## 概要
東京、名古屋、大阪、広島の4地区に分け、各地区の代表1チームが全国大会に出場した。地方予選は東京に20、名古屋に3チームが参加して行われた。全国大会に出場した4チームのうち、山口高校が東上を見合わせ 棄権したため、準決勝1試合と決勝の2試合が行われた。
東京蹴球団は当時の日本代表チームとして極東オリンピック大会にも出場した精鋭チーム、名古屋蹴球団は名古屋の学校（明倫中学校、愛知第一師範学校など）のOB選手を中心として構成、御影蹴球団は中等学校である御影師範学校の1校単一チームであった。
大会終了後、イングランドのフットボール・アソシエーション（FA）から寄贈された「FAカップ」と呼ばれる銀製のカップが第9代駐日英国大使のチャールズ・エリオットから優勝した東京蹴球団主将の山田午郎に授受された。

## 出場チーム
- 東京蹴球団（東京[1]）
- 名古屋蹴球団（名古屋[1]）
- 御影蹴球団（大阪[1]）
- 山口高校（広島[1]、本大会は棄権）

## 結果
|  | 準決勝           | 準決勝     |                |  | 決勝 | 決勝 |
|  |                  |            |                |  |      |      |
|  | 1921年11月26日   |            |                |  |      |      |
|  | 名古屋蹴球団     | 0          |                |  |      |      |
|  | 御影蹴球団       | 4          |                |  |      |      |
|  |                  |            | 1921年11月27日 |  |      |      |
|  | 御影蹴球団       | 0          |                |  |      |      |
|  |                  | 東京蹴球団 | 1              |  |      |      |
|  |                  |            |                |  |      |      |
|  | 山口高校（棄権） |            |                |  |      |      |
|  | 東京蹴球団       |            |                |  |      |      |

## 主な出場選手
- 山田午郎（東京蹴球団）